# Mepachymerus necopinus
Mepachymerus necopinus är en tvåvingeart som beskrevs av Kanmiya 1983. Mepachymerus necopinus ingår i släktet Mepachymerus och familjen fritflugor.
Artens utbredningsområde är Taiwan. Inga underarter finns listade i Catalogue of Life.